# Холден-Рид, Кристен
Кристен Холден-Рид (англ. Kristen Holden-Ried; род. 1 августа 1973, Пикеринг, Онтарио, Канада) — канадский актёр. Наиболее известен по роли оборотня Дайсона, работающего полицейским, в телесериале «Зов крови», а также он сыграл мутировавшего ликана Куинта в фильме «Другой мир: Пробуждение».

## Биография
Кристен Холден-Рид родился 1 августа 1973 года в канадском городке Пикеринг. Высшее образование он получил в Монреале в бизнес-университете Конкордия. Кроме актёрских достижений Кристен был также успешен в спорте, которым он увлекался ещё с детства. Холден-Рид играл за национальную команду по пятиборью и дважды завоевывал серебряную медаль в чемпионатах. Также Кристен становился чемпионом по верховой езде и фехтованию.

## Карьера
Холден-Рид уже на своём первом собеседовании получил главную роль в фильме «Молодой Айвенго». После этой роли он снимался в сериалах «Убойный отдел», «Деграсси: Следующее поколение» и «Уличное время».
Довольно популярной ролью для актёра стала роль Антона в кинофильме «К-19». Участие в сериале «Тюдоры» также не осталось не замеченным. С 2010 года Кристен снимался в сериале «Зов крови», где он играл одну из главных ролей. 25 октября 2015 года вышла финальная серия последнего пятого сезона. В 2017 году снялся в сериале «Стрела».

## Личная жизнь
У Холдена-Рида есть сын.

## Избранная фильмография
| Год       | Русское название        | Оригинальное название | Роль           | Примечания      |
| --------- | ----------------------- | --------------------- | -------------- | --------------- |
| 1995      | Молодой Айвенго         | Young Ivanhoe         | Айвенго        |                 |
| 1997      | Ночь демонов 3          | Night of the Demons 3 | Винс           |                 |
| 2002      | К-19                    | K-19: The Widowmaker  | Антон          |                 |
| 2002      | Весна убийств           | A Killing Spring      | Кайл Хринлук   |                 |
| 2004      | Почти натурал           | Touch of Pink         | Джайллз        |                 |
| 2006      | Мотель «Ниагара»        | Niagara Motel         | Ар Джей        |                 |
| 2007      | Тюдоры                  | The Tudors            | Уильям Комптон | 7 эпизодов      |
| 2010—2015 | Зов крови               | Lost Girl             | Дайсон         | Постоянная роль |
| 2011      | Читающий мысли          | The Listener          | Адам Рейнолдс  |                 |
| 2012      | Другой мир: Пробуждение | Underworld: Awakening | Куинт          |                 |
| 2017—2018 | Викинги                 | Vikings               | Эйвинд         | 6 эпизодов      |